# Glenea mediorufa
Glenea mediorufa là một loài bọ cánh cứng trong họ Cerambycidae.